# Рамала
Рамала (ар. رام اللهⓘ Rām Allāh, превод: Божје брдо) је палестински град у средишту Западне обале са око 25.500 становника. Рамала је од Јерусалима удаљена 10 километара северозападно. Налази се на 900 метара надморске висине. Тренутно је Рамала незванично седиште палестинске аутономије. Иако је она историјски била арапски хришћански град, муслимани су до 2007. године чинили већину од 27.902 становника Рамале, а хришћани су чинили значајну мањину.

## Историја

### Древна времена
У близини Рамале пронађене су древне древне гробнице исклесане у стенама.

### Крсташки период
Ту су пронађени остаци грнчарије из крсташког/ајубидског и раног османског периода.
Рамала је идентификована са крсташким местом званим Рамали. Идентификовани су остаци зграде са лучним вратима из доба крсташа, зване ал-Бурј, али првобитна употреба зграде није утврђена.

### Отоманска ера
Рамала је укључена у Османско царство 1517. са читавом Палестином. Године 1596, она је у пореским регистрима наведена као нахија Кудс, део Јерусалимског мутасарифа. У њој је живело 71 хришћанско домаћинство и 9 муслиманских домаћинстава. Плаћали су фиксну пореску стопу од 25% на пшеницу, јечам, маслине, винову лозу или воћке, козе или кошнице; укупно 9.400 акчи. Сав приход је отишао у вакуф.
Модерну Рамалу основали су средином 1500-их година Хададини, клан браће која потичу од хришћана Гасанида. Хададини (преци данашње породице Јадала, између осталих), и њихов вођа Рашид Ел-Хададин, стигли су са региона источно од реке Јордан из области Ел Карак и Шоубак. Миграција Хададина приписује се борбама и немирима међу клановима на том подручју.
Хададине је планинско место Рамала привукло, јер је било слично другим планинским областима из којих су дошли. Осим тога, густо пошумљено подручје могло је га пружи са доста горива за његове ковачнице.
Године 1838, амерички библичар Едвард Робинсон посетио је то подручје, приметивши да су становници хришћани „грчког обреда”. Било је 200 опорезивих мушкараца, те се процењује да је укупан број становника износио 800–900 људи. Село је „припадало” Харам ал-Шарифу, Јерусалим, коме је плаћало годишњи порез од 350 мидса жита.
Године 1883. ПЕФ-ово истраживање Западне Палестине описало је Рамалу као:
Велико хришћанско село, од добро изграђених камених кућа, које стоји на високом гребену, са погледом на запад који се протеже до мора. Стоји међу вртовима и маслињацима, и има три извора на југу и један на западу; на северу постоје још три, у кругу од миље од села. На истоку се налази бунар. На североистоку постоје усечене гробнице са добро изрезаним улазима, али потпуно блокиране смећем. У селу је грчка грчка, а на истоку латински самостан и протестантска школа, све модерне зграде. Сеоско земљиште је вакуф, или црквено власништво, које припада јерусалимском Хараму. Око четвртине становника су римокатолици, остали православни Грци.
У 21. веку у Сједињеним Државама живи велика заједница људи са директним пореклом из Хададина који су основали Рамалу. Град је сада већински муслимански, али и даље садржи хришћанску мањину. Промена у демографским подацима углавном је последица нове миграције муслимана у то подручје и исељавања кршћана с тог подручја.